# Sopila
La sopila (o roženice, com'è chiamato in Istria) è uno strumento ad ancia doppia presente in Croazia, simile all'oboe e alla ciaramella. È usata nell'area del golfo del Quarnaro, Kastua, Vinodol, l'isola di Krk e, in generale, in Istria, insieme a mih,šurle, dvojnice e diple.
Le Sopile sono sempre  suonate in coppie, in cui una è chiamata grande (vela sopila) e l'altra "piccola" (mala sopila). Entrambe hanno sei fori per le dita. Le sopile accompagnano spesso la danza, e sono intonate sulla scala istriana, un particolare tipo di scala pentatonica.